# Lesica (Zdziechów)
Lesica – część wsi Zdziechów w Polsce położona w województwie mazowieckim, w powiecie szydłowieckim, w gminie Szydłowiec.
W latach 1975–1998 Lesica administracyjnie należała do województwa radomskiego.